# Hoogersmilde
Hoogersmilde (52° 54′ N, 6° 24′ L) é uma cidade dos Países Baixos, na província de Drente. Ela pertence ao município de Midden-Drente, e está situada a 16 km a sudoeste de Assen.
Em 2001, a cidade tinha 730 habitantes. A área urbana da cidade é de 0.19 km², e tem 305 residências. A área de Hoogersmilde, que também inclui as partes periféricas da cidade, bem como a zona rural circundante, tem uma população estimada em 1940 habitantes.